# Заводской (Кимовский район)
Заводской — поселок в Кимовском районе Тульской области в составе Епифанского сельского поселения.

## География
Поселок находится в восточной части Тульской области на расстоянии приблизительно 28 км на юг-юго-восток по прямой от города Кимовск, административного центра района и в 1 км на юго-запад от села Бучалки.

## История
В 1939 году поселок был отмечен на карте местной территории как крахмальный завод. Как населенный пункт был отмечен уже только на карте 1997 года.

## Население
Постоянное население составляло 28 человек (русские 57 %, езиды 43 %) в 2002 году, 37 в 2010.